# Wybory prezydenckie w Algierii w 2009 roku
Wybory prezydenckie w Algierii odbyły się 9 kwietnia 2009 roku. Zwyciężył w nich urzędujący prezydent Algierii Abdelaziz Buteflika zdobywając 90,24% głosów. Frekwencja wyniosła 74,54%.

## Wyniki
| Kandydat                  | Partia                          | Głosy      | %       |
| ------------------------- | ------------------------------- | ---------- | ------- |
| Abdelaziz Bouteflika      | FLN                             | 12 911 705 | 90,24%  |
| Louisa Hanoune            | Partia Robotników               | 604 258    | 4,22%   |
| Moussa Touati             | Algierski Front Narodowy        | 330 570    | 2,31%   |
| Djahid Younsi             | Ruch na rzecz Reform Narodowych | 176 674    | 1,37%   |
| Ali Fawzi Rebaine         | Ahd 54                          | 133 129    | 0,93%   |
| Mohammed Said             | Partia Prawa i Wolności         | 132 242    | 0,92%   |
| głosy nieważne            |                                 | 1 042 727  | 7,25%   |
| Razem (frekwencja 74,54%) |                                 | 15 351 305 | 100,00% |